# Sanys prioncera
Sanys prioncera là một loài bướm đêm trong họ Erebidae.